# Jan Góra (dominikanin)
Jan Wojciech Góra OP (ur. 8 lutego 1948 w Prudniku, zm. 21 grudnia 2015 w Poznaniu) – polski dominikanin, prezbiter, doktor teologii, duszpasterz akademicki i działacz społeczny. Organizator Ogólnopolskiego Spotkania Młodzieży „Lednica 2000” na Polach Lednickich i Dni Prymasowskich w Prudniku. Animator ośrodka duszpasterstwa akademickiego „Respublica Dominicana” w Jamnej.

## Życiorys

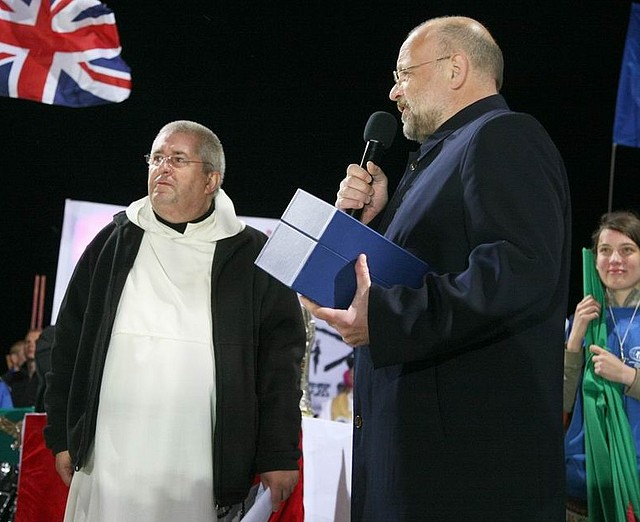
Jan Góra wraz z szefem Kancelarii Prezydenta Piotrem Kownackim (2009)

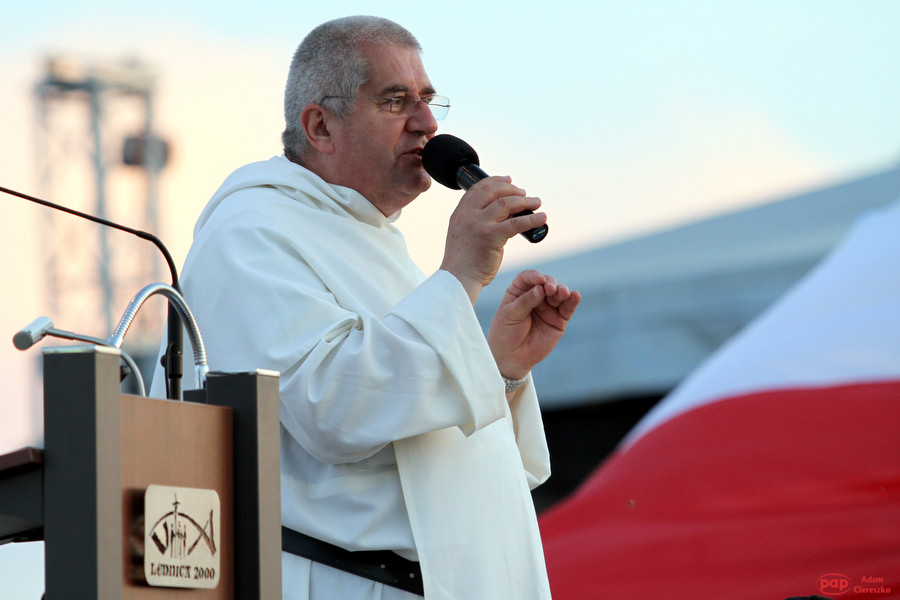
Jan Góra podczas spotkania Lednica 2000 (5 czerwca 2010)

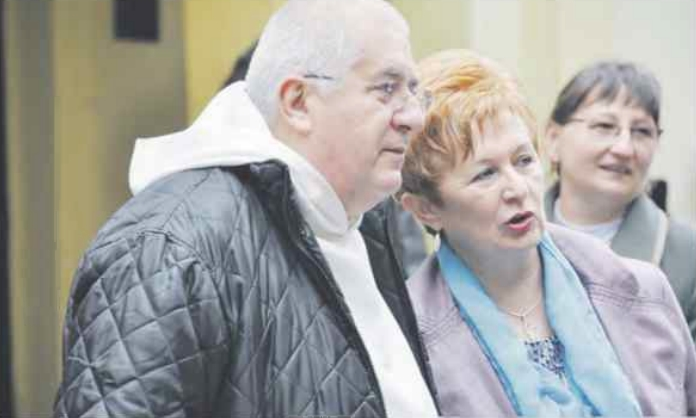
Góra podczas Dni Prymasowskich w Prudniku (2013)

Pochodził z ubogiej rodziny. Był synem Stanisława Góry, który pracował jako księgowy w Zakładach Przemysłu Bawełnianego „Frotex” i Heleny z domu Plezia. Jego stryj, Jan, był księdzem w kościele św. Michała Archanioła w Prudniku. W tymże kościele został ochrzczony przez stryja 28 lutego 1948. Miał braci Romana, Stanisława i Kazimierza. Mieszkał w kamienicy przy ul. Traugutta 41 w Prudniku. Był krewnym dziennikarki i wydawcy Jadwigi Harasowskiej (z domu Zbrożek), filologa Mariana Plezi i profesora gimnazjalnego Jakuba Plezi. Ukończył Szkołę Podstawową nr 1 (późniejsze Publiczne Gimnazjum nr 1), I Liceum Ogólnokształcące im. Adama Mickiewicza i Państwową Szkołę Muzyczną I st. im. Karola Szymanowskiego w Prudniku.
W 1966 wstąpił do zakonu dominikanów w kościele św. Michała Archanioła w Prudniku. Pierwszą profesję złożył w zakonie 12 września 1967, śluby wieczyste w 1972, a 8 czerwca 1974 w Krakowie został wyświęcony na prezbitera przez biskupa Juliana Groblickiego, biskupa pomocniczego krakowskiego. Dzień później odprawił mszę prymicyjną w kościele św. Michała Archanioła w Prudniku. W latach 1967–1974 studiował na Kolegium Filozoficzno-Teologicznym Ojców Dominikanów w Krakowie. Na Wydziale Teologicznym Akademii Teologii Katolickiej w Warszawie w 1976 uzyskał tytuł magistra, a w 1981 tytuł doktora teologii.
Przed prymicjami Jana Góry, jego ojciec Stanisław poprosił prymasa Polski Stefana Wyszyńskiego o błogosławieństwo. 4 sierpnia 1974 Wyszyński wysłał list do domu rodzinnego Góry przy ul. Traugutta 41 w Prudniku o treści:

Drogi Ojcze Janie,
Spełniając pragnienie Twego Ojca i całej Rodziny uszczęśliwionej i wyróżnionej twoim powołaniem kapłańskim, przesyłam Tobie i Twoim Najbliższym błogosławieństwo prymasowskie. Oddaję Twoje życie kapłańskie i zakonne w opiekę Matki Boskiej Różańcowej, Królowej Polski, tak bardzo czczonej w Zakonie Kaznodziejskim, życzę Ci obfitych dalszych Łask Bożych w ofiarnej służbie kapłańskiej i zakonnej dla chwały Bożej i dla dobra ludzi oraz z serca błogosławię.

W latach 1974–1977 był katechetą w Tarnobrzegu, a w latach 1977–1987 był duszpasterzem młodzieży szkół średnich w Poznaniu. W 1987 został mianowany duszpasterzem akademickim w kościele Najświętszej Maryi Panny Królowej Różańca Świętego w Poznaniu, pełniąc tę funkcję aż do śmierci.
Pierwszym dziełem ewangelizacyjnym były coroczne letnie młodzieżowe kolokwia w Ustroniu – Hermanicach. Natomiast w 1991 był współorganizatorem VI Światowych Dni Młodzieży na Jasnej Górze, podczas których powstały słowa do hymnu tego spotkania, Abba Ojcze. 1 stycznia 1992, dzięki pomocy udzielonej przez wójta gminy Zakliczyn Stanisława Chrobaka, utworzył Dom Świętego Jacka – ośrodek duszpasterstwa na górze Jamna położonej w gminie Zakliczyn niedaleko Tarnowa. Pierwotnie w starym budynku szkoły powstała „Szkoła Wiary”, następnie poprzez osobiste zaangażowanie papieża Jana Pawła II Sanktuarium Matki Bożej Niezawodnej Nadziei.
W 1997 po raz pierwszy zorganizował Ogólnopolskie Spotkanie Młodzieży „Lednica 2000” nad Jeziorem Lednickim koło Gniezna. Odtąd spotkania młodych pod Bramą Rybą odbywały się co roku, początkowo w wigilię Zesłania Ducha Świętego, obecnie w pierwszą sobotę czerwca. Od 2004 co roku na początku września organizował również Lednicę seniora. Założyciel Muzeum historii Lednicy w Poznaniu oraz domu Jana Pawła II na Polach Lednickich. Był propagatorem idei Małych Ojczyzn, współpracownikiem pism i wydawnictw katolickich i kulturalnych, m.in. miesięcznika „W drodze”.
Podczas Spotkania Lednickiego w roku 2000, Góra zaproponował, by tradycyjną formę spotkania, modlitwy i medytacyjne utwory uzupełnić o element tańca i radosnej muzyki. Zaowocowało to powstaniem zespołu muzycznego Siewcy Lednicy.
Wraz z franciszkanami z sanktuarium św. Józefa w Prudniku od 2001 był organizatorem centralnych uroczystości w Prudniku w ramach obchodów Dni Prymasowskich.
W 2005 roku jako wotum za encyklikę o eucharystii i życie Jana Pawła II w parafii bł. Radzyma Gaudentego w Gnieźnie przeprowadzono misje pod przewodnictwem biskupa Józefa Zawitkowskiego oraz ojca Jana Góry, które wprowadziły wiernych w przygotowania do świętowania millenium śmierci Radzima Gaudentego oraz do 25-lecia parafii.
Był gościem specjalnym 108. odcinka programu „Europa da się lubić” pt. Europa Jana Pawła II, wyemitowanego 7 kwietnia 2007.
Góra pragnął przekształcić Europejskie Spotkanie Młodych w inicjatywę europejską – jednak ze względu na różnice językowe (spotkanie wyłącznie w języku polskim) oraz silne utożsamienie spotkania z historią Polski (domniemane miejsce przyjęcia chrztu przez Mieszka I) ograniczyło się to tylko do niewielkich grup obcokrajowców (polskich emigrantów z Europy Zachodniej i osób pochodzenia polskiego z byłego ZSRR).

## Śmierć i pogrzeb

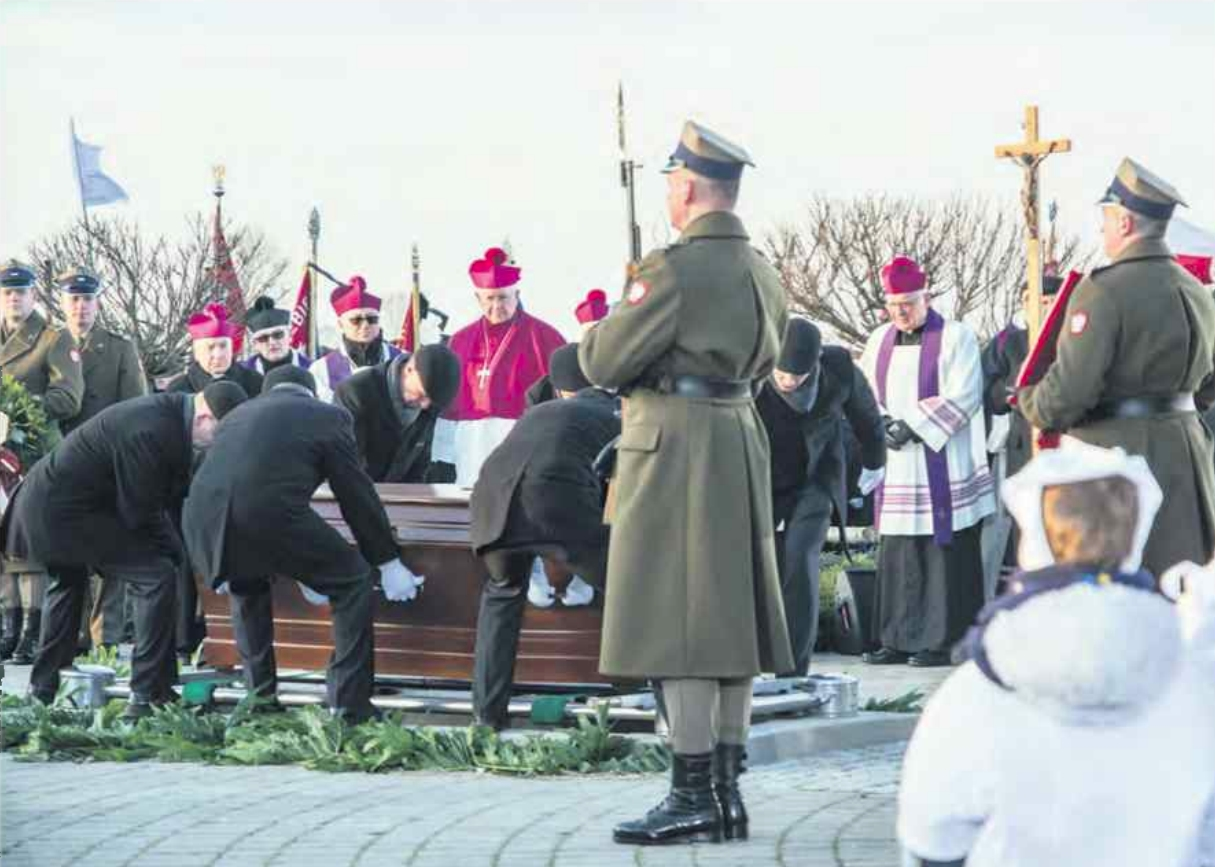
Uroczystości pogrzebowe Jana Góry (30 grudnia 2015)

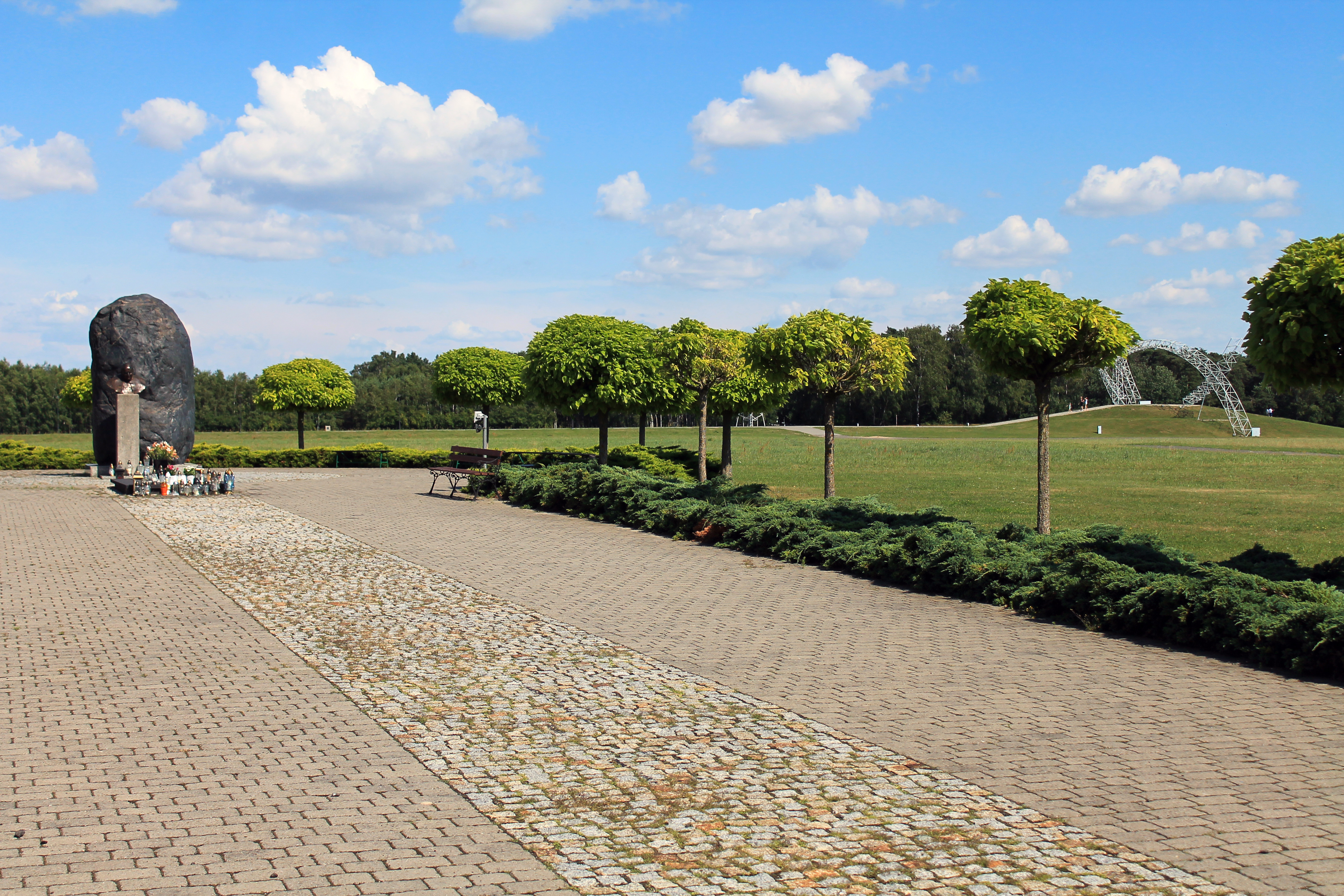
Grób Jana Góry na Polach Lednickich, w tle Brama Ryba

Zmarł nagle 21 grudnia 2015 w należącym do Dominikanów kościele Najświętszej Maryi Panny Królowej Różańca Świętego w Poznaniu podczas odprawiania mszy. Zasłabł tuż po przeczytaniu fragmentu Pieśni nad pieśniami – „Ukochany mój! Oto on! Oto nadchodzi! Powstań, przyjaciółko miła, piękna moja, i pójdź! (…) ukaż mi swą twarz, daj mi usłyszeć głos!”. Reanimacja nie odniosła skutku. Przyczyną śmierci było nagłe zatrzymanie krążenia i obrzęk płuc.
Wiele osób, w tym m.in. prezydent Polski Andrzej Duda, za pośrednictwem portali społecznościowych wyraziło smutek z powodu śmierci Góry.
Mszy świętej pogrzebowej 30 grudnia w kościele Dominikanów w Poznaniu przewodniczył arcybiskup metropolita poznański Stanisław Gądecki, a homilię wygłosił Paweł Kozacki, prowincjał Polskiej Prowincji Dominikanów. Pochowany został w Imiołkach, na Polach Lednickich, obok głazu z popiersiem Jana Pawła II. Rzecznik prasowy spotkań Lednica 2000 stwierdził, że „Pola Lednickie to najbardziej naturalne miejsce pochówku. Ojciec Jan wielokrotnie mówił, że tam właśnie chciałby spocząć, to miejsce, któremu oddał chyba najwięcej swojej miłości. Będziemy chcieli oddawać mu cześć, modlić się przy jego grobie właśnie na Polach Lednickich”.
W liście o Janie Górze, odczytanym przez sekretarza stanu w kancelarii prezydenta ministra Andrzeja Derę, prezydent Andrzej Duda stwierdził, że „Pamięć o ojcu Górze będzie trwała w ludzkich sercach, które zjednywał sobie głęboką mądrością, bezpośredniością i humorem. Będzie trwać w jego książkach, zapisach kazań”. Premier Beata Szydło napisała w swoim liście o ojcu Górze: „Silny, odważny i pełen energii, ale także ciepły i życzliwy
wobec każdego, kto zwątpił i stracił nadzieję. Potrafił poruszać tysiące, a jednocześnie mówić, tak, że każdy z tych tysięcy czuł się wyróżnionym”. Prymas Polski otrzymał list od arcybiskupa Giovanniego Angelo Becciu z Sekretariatu Stanu Stolicy Apostolskiej, wyrażający żal papieża Franciszka. Podkreślił znaczenie „dawania świadectwa nie tylko we wspólnocie Kościoła, ale również na forum polityki, kultury, ekonomii i szeroko pojętej cywilizacji”. Listy napisali również generał zakonu dominikanów Bruno Cadoré, kardynał Stanisław Dziwisz i wiceprezydent Poznania Mariusz Wiśniewski.
Pośmiertnie został odznaczony Krzyżem Wielkim Orderu Odrodzenia Polski.

## Lednica 2000

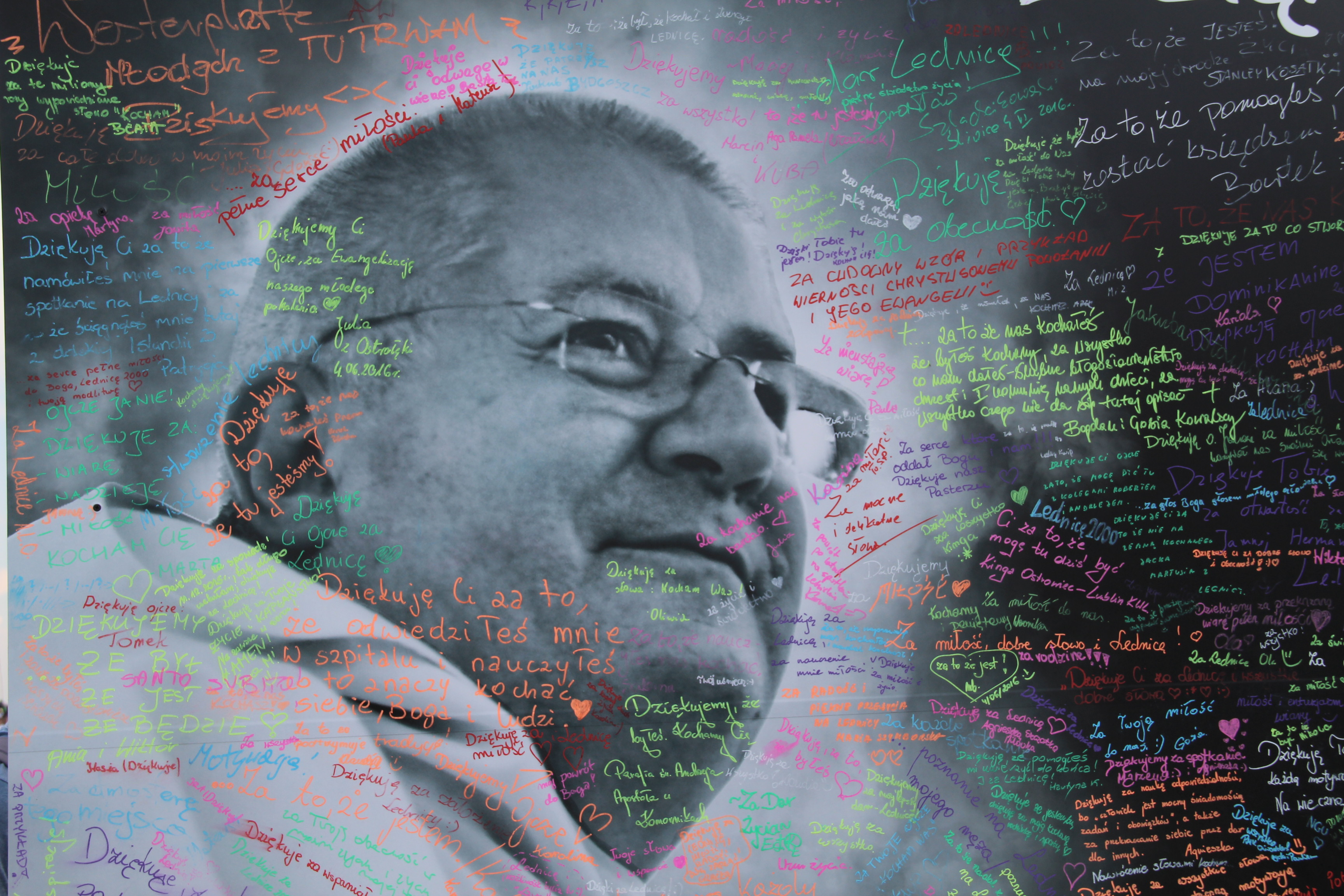
Tablica w podzięce Janowi Górze

Jan Góra był pomysłodawcą i pierwszym duszpasterzem Ogólnopolskich Spotkań Młodzieży „Lednica 2000”. Są to największe w Polsce coroczne spotkanie katolickiej młodzieży z Polski, a od kilku lat również z zagranicy. Miejscem spotkania są Pola Lednickie, leżące nad jeziorem Lednica, nieopodal trasy z Poznania do Gniezna. Miejsce to wybrano, ponieważ według części przekazów historycznych, na wyspie (Ostrów Lednicki) był chrzest Polski. Spotkania odbywają się regularnie od 1997 roku; początkowo w wigilię Zesłania Ducha Świętego, a od 2005 roku – w pierwszą sobotę czerwca. Każde z nich ma swoje hasło, które wyznacza punkty programu.
Młodzież spotyka się na Polach Lednickich, by – w myśl słów „Stąd nasz ród” – potwierdzić wybór Mieszka I o przyjęciu chrztu, wybrać Chrystusa, odnowić przyrzeczenia chrzcielne, a także modlić się śpiewem i tańcem.
Na Polach Lednickich znajdują się: Brama Ryba, zwana Bramą Trzeciego Tysiąclecia, oraz Dom Świętego Jana Pawła II (gdzie znajduje się Muzeum św. Jana Pawła II). Lednica co roku gromadzi tysiące młodych ludzi. Przez kilka lat wręczane były też specjalne stypendia lednickie za szczególne osiągnięcia dla młodych ludzi lub jako pomoc w rozwoju ich talentów. Tysiące młodych ludzi co roku spotykają się na Polach Lednickich. Wspólnota LEDNICA 2000 działa w Poznaniu, przy klasztorze oo. Dominikanów.
W 1997 roku na pierwsze spotkanie młodych na Polach Lednickich przyleciał śmigłowcem papież Jan Paweł II, który udawał się z Gorzowa do Gniezna. Ojciec Święty zawsze pragnął przybyć nad Lednicę, niestety w tym dniu nie uczestniczył w uroczystości będąc bezpośrednim uczestnikiem spotkania, jedynie przeleciał śmigłowcem nad Bramą Rybą i z pokładu śmigłowca pobłogosławił młodzieży na polach lednickich, jako pierwszy symbolicznie „przekroczył” Bramę w kształcie Ryby, wprowadzając młodzież w III Tysiąclecie.
Góra oraz jego wpływ na młodzież były porównywane do działalności Jerzego Owsiaka.

## Krytyka

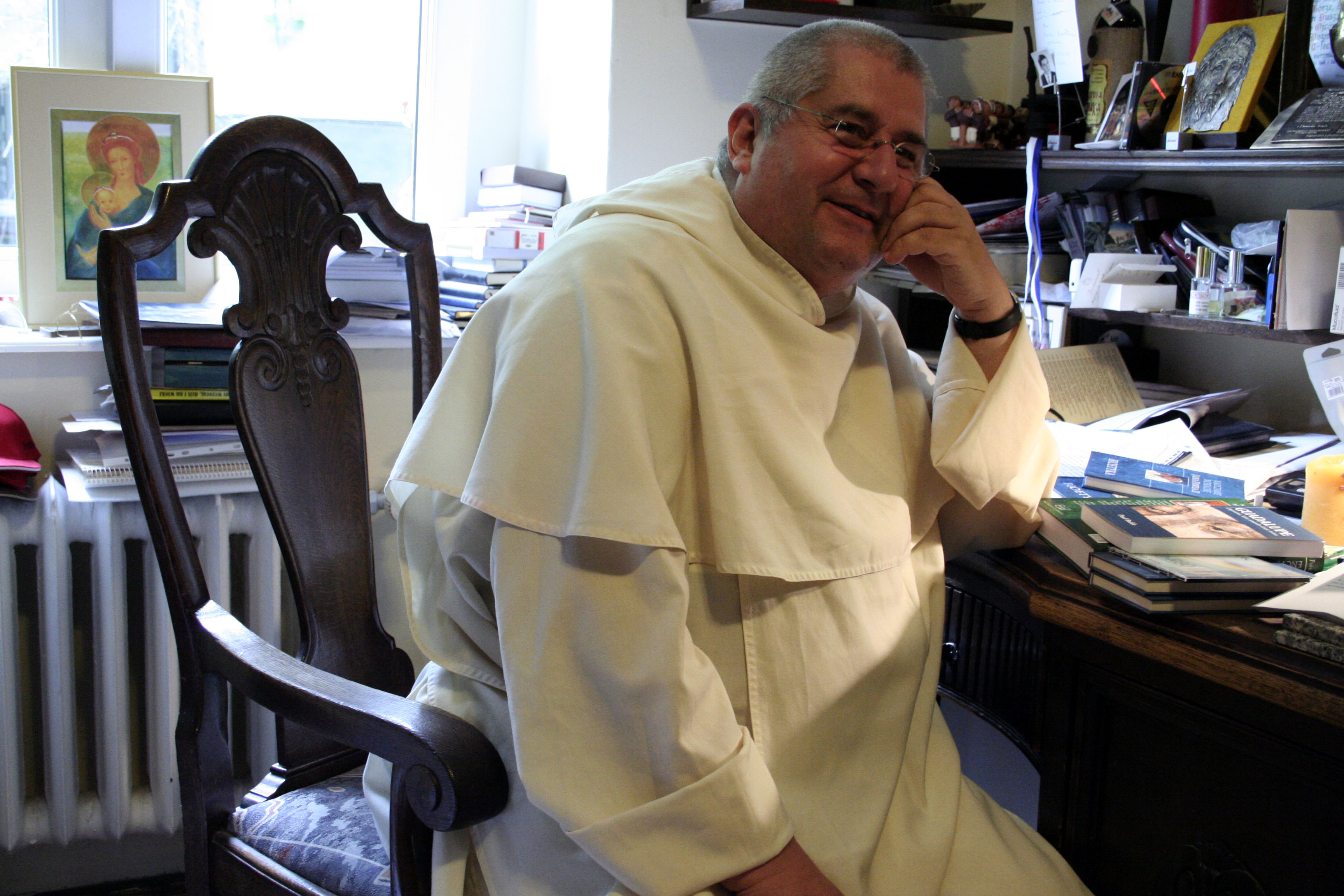
Jan Góra (2006)

Podczas wyborów parlamentarnych w Polsce w 2005 roku Jan Góra wziął udział w kampanii wyborczej kandydata Prawa i Sprawiedliwości do Senatu Przemysława Alexandrowicza. Po wyemitowaniu reklamówki telewizyjnej z jego udziałem przez TVP3 Poznań, Góra tłumaczył, że nie poleca Alexandrowicza, tylko daje mu referencje, ponieważ zna go od 28 lat. Góra swoim udziałem w kampanii wyborczej wywołał konsternację we władzach zakonu. Ówczesny przeor poznańskiego klasztoru ojców Dominikanów Paweł Kozacki w wywiadzie dla Gazety Wyborczej stwierdził: „...bardzo bym się wystrzegał takiego opowiadania się po jakiejkolwiek ze stron, ponieważ Kościół ma być otwarty dla każdego. A w momencie, gdy zakonnik w habicie opowiada się po stronie kogoś, to zawsze przeciwnik tego polityka może się poczuć odepchnięty. Z drugiej strony ojciec Jan ma prawo powiedzieć, że ktoś jest przyzwoity”.
Środowiska prawicowe krytykowały spotkania lednickie organizowane przez Górę, zarzucając im teatralność i infantylność oraz zachwianie proporcji między spotkaniem modlitewnym a koncertem muzyki rozrywkowej. W wyniku tego spotkania lednickie, jak i sam Jan Góra, były posądzane o zaburzenie „czystości liturgii” i o „zachowania nieliturgiczne”. Góra twierdził, że:

Liturgia jest celebracją Chrystusa żywego i zmartwychwstałego we wspólnocie. Szukamy czytelnych i znaczących środków wyrazu dla obecności Pana wśród nas, w naszych wspólnotach, naszych rodzinach.

Ponadto niektórzy katolicy oskarżali Górę o tworzenie sekty, otaczanie się młodymi kobietami i stanowienie zagrożenia dla innych.

## Upamiętnienie

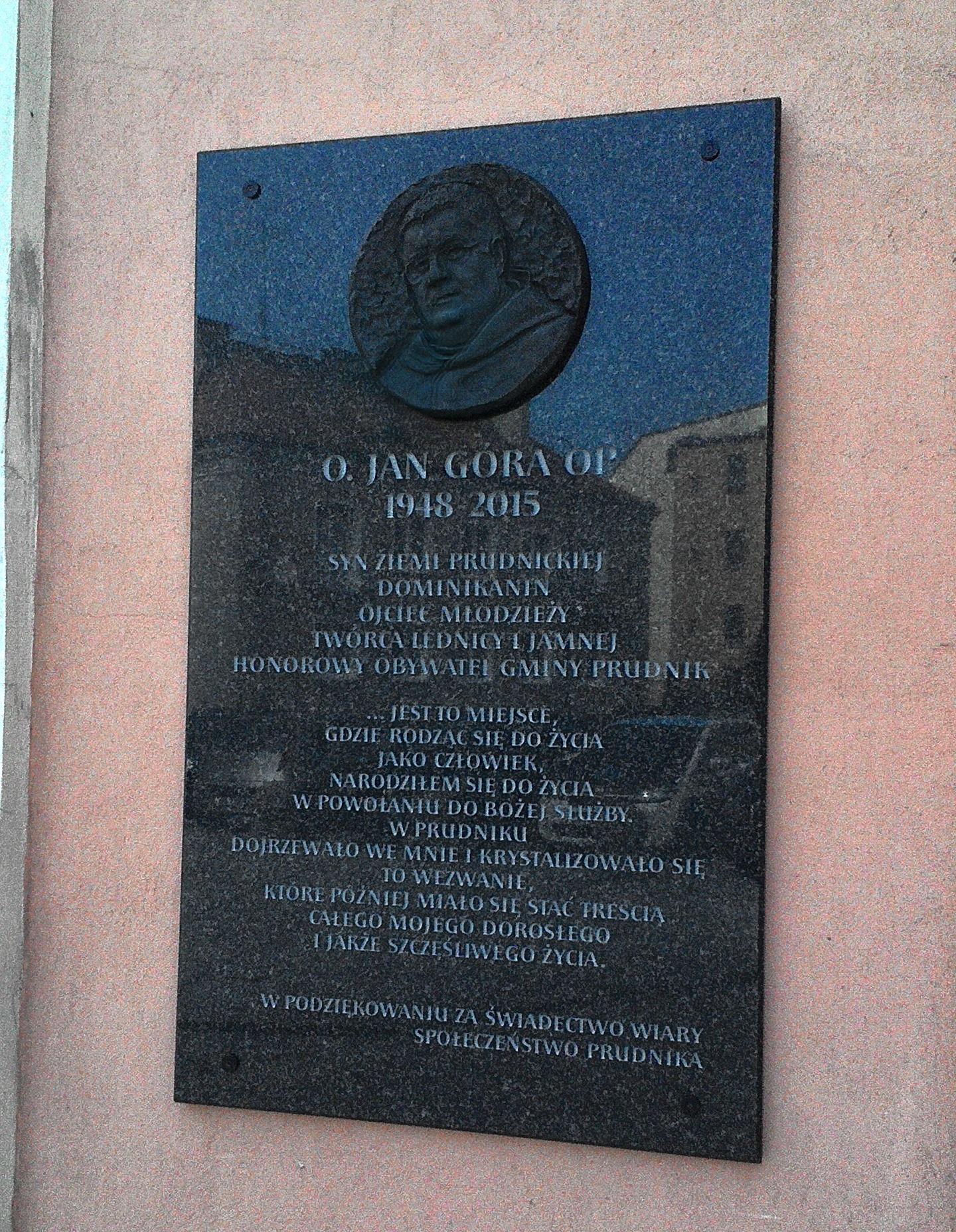
Tablica upamiętniająca Jana Górę na kościele św. Michała Archanioła w Prudniku

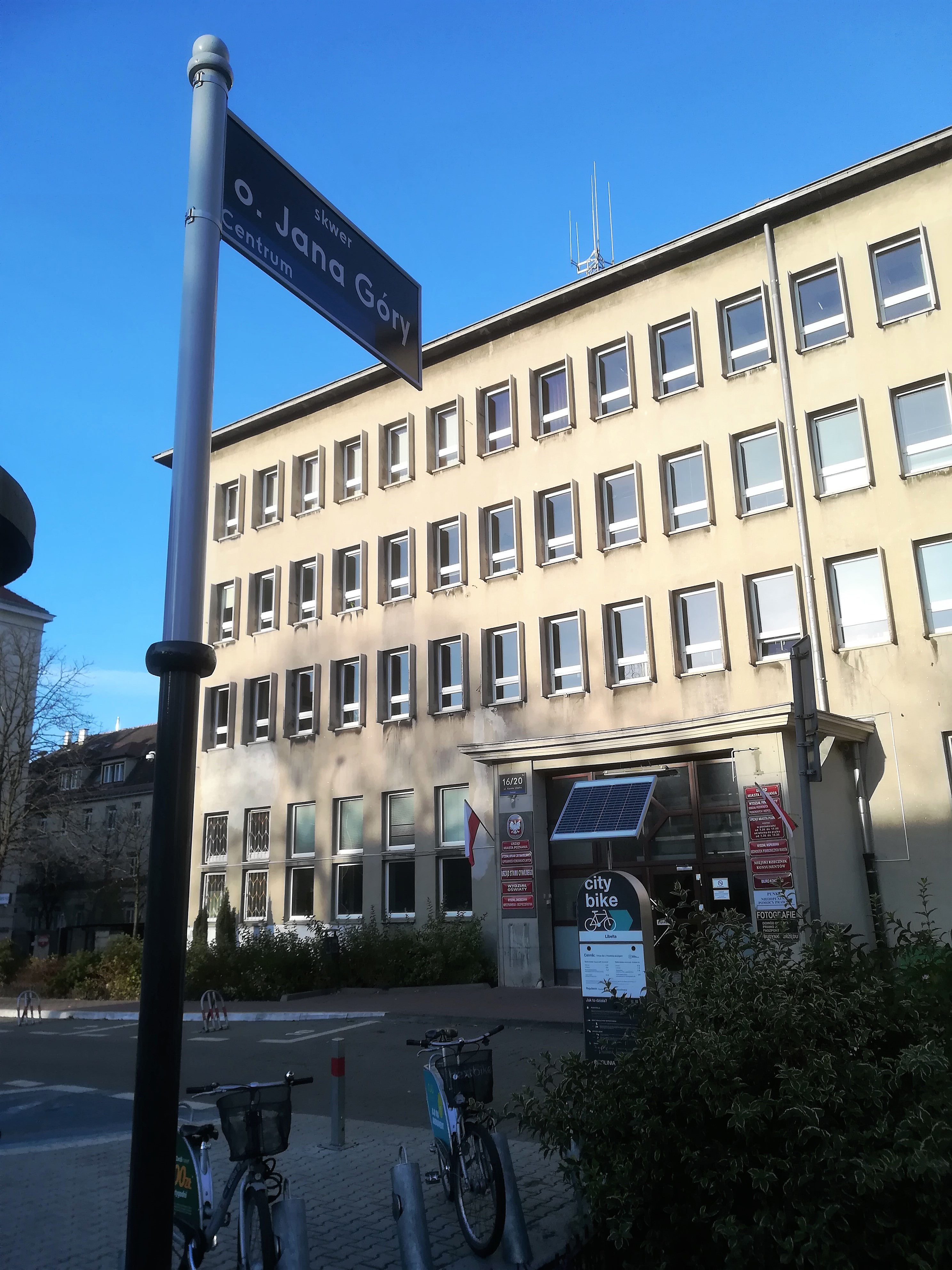
Skwer Jana Góry w Poznaniu

W 2016 premierę miała książka „Zapisane kartki Ojca Jana Góry. Antologia”, będąca zbiorem tekstów o. Jana Góry, wybranych przez Wojciecha Wiśniewskiego. Każdy rozdział autor poprzedził komentarzem, który przybliżał czytelnikom postać o. Góry.
Od 3 września 2016 Jan Góra jest patronem jednej z ulic w Lucinach koło Śremu.
W lutym 2017 Krzysztof Krawczyk, przyjaciel Jana Góry, wydał album pt. Psalmy Dawidowe. Pamięci o. Jana Góry OP, zawierający niepublikowane dotąd na jednej płycie utwory, które powstały w ciągu kilkudziesięciu lat jako owoc poszukiwań i duchowej przemiany artysty po tragicznych wydarzeniach, jakie miały miejsce w jego życiu. Do zrealizowania tego pomysłu zachęcił go Jan Góra podczas ich pierwszego spotkania. Na płycie znalazł się hymn „Abba Ojcze”, którego autorem był Jan Góra.
Co roku od 2017 w sierpniu odbywają się Dni Jana Góry na Jamnej.
11 lutego 2018 na ścianie kościoła św. Michała Archanioła w Prudniku dokonano odsłonięcia tablicy upamiętniającej Jana Górę.

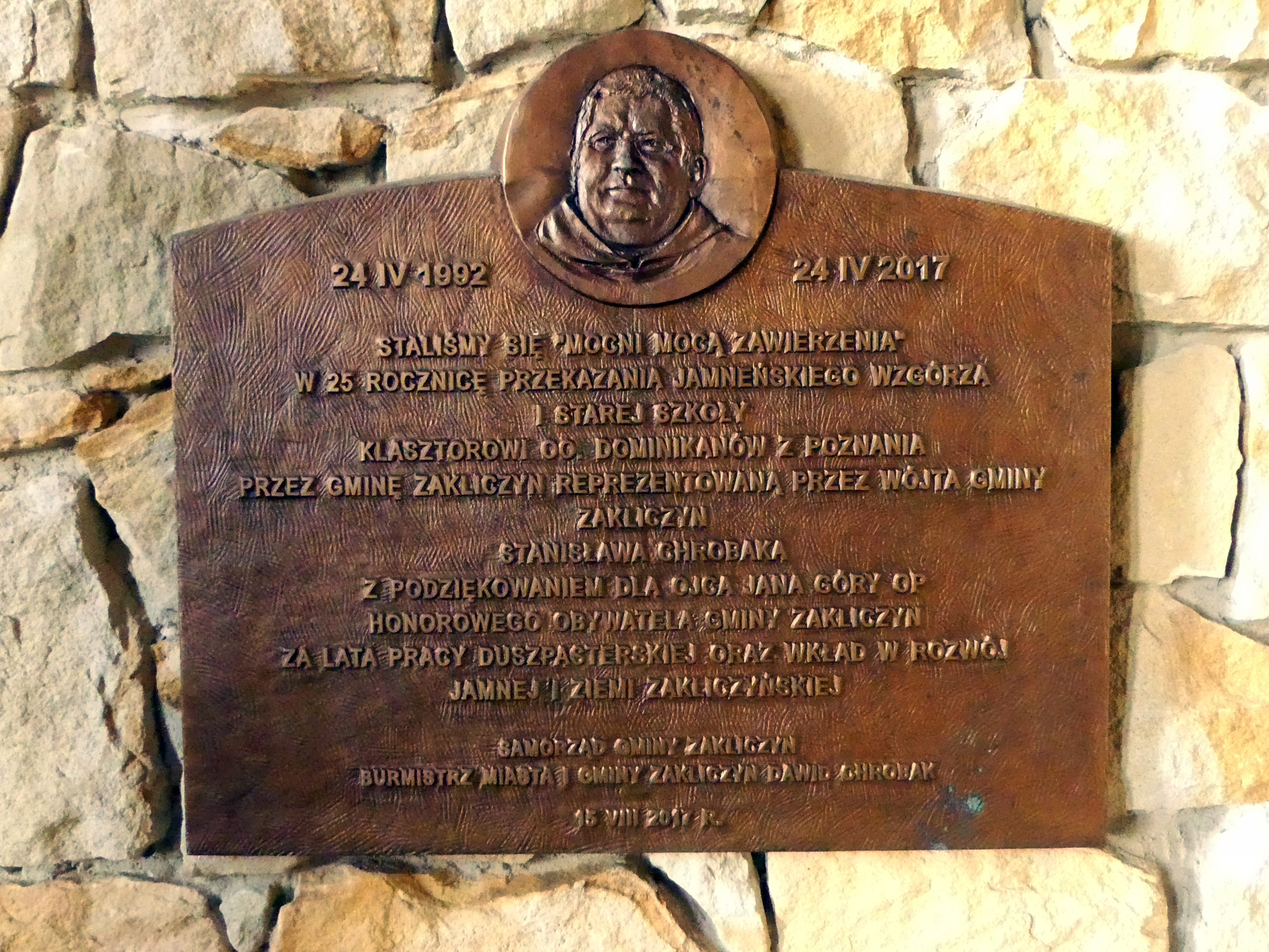
Tablica upamiętniająca w kościele w Jamnej

26 marca 2018 Rada Miejska w Zakliczynie na mocy Uchwały Nr XLVI/385/2018 na wniosek Burmistrza Miasta i Gminy Zakliczyn Dawida Chrobaka nadała Gminnej Bibliotece Publicznej w Zakliczynie imię Ojca Jana Góry.
25 września 2018 jego imieniem nazwano skwer w Poznaniu u zbiegu ulic Libelta i Kościuszki (Osiedle Stare Miasto).
Poznańska Fundacja na rzecz wspierania integralnego rozwoju człowieka „DOBROstan” 20 grudnia 2020 zorganizował rajd samochodowy pamięci o. Jana Góry – Jan Góra Tour.
W piątą rocznicę śmierci Jana Góry, 21 grudnia 2020, w Prudniku dokonano odsłonięcia tablicy upamiętniającej go na jego rodzinnej kamienicy przy ul. Traugutta 41. Na tablicy umieszczony został kod QR, który po zeskanowaniu prowadzi do dokumentu z informacjami o ojcu Górze.
Grupa Opolskiego Towarzystwa Motocyklowego przywiozła i umieściła w dniach 24 - 26 września 2021 na Jamnej 6-tonowy głaz z tablicą pamiątkową o. Jana Góry.
W przededniu 8. rocznicy śmierci o. Góry, 16 grudnia 2023 r. w Domu św. Jacka (w pomieszczeniach, w których mieszkał) na Jamnej otwarto izbę pamięci o. Jana Góry. Otwarcia dokonali najbliżsi krewni o. Jana.
Z inicjatywy zakonu Ojców Dominikanów na Jamnej Ojciec Jan Góra został patronem placu przed Sanktuarium Matki Bożej Niezawodnej Nadziei na Jamnej, natomiast droga prowadząca do tego placu nazwana została Aleją Stanisława Chrobaka. Zarówno plac, jak i droga znajdują na terenie należącym do zakonu Ojców Dominikanów. Uroczyste ustanowienie patronów odbyło się 4 maja 2025 r. podczas II edycji Moto-Majówki https://zakliczyninfo.pl/index.php/samorzad/4263-patroni-placu-i-alei-w-jamnej.

## Publikacje

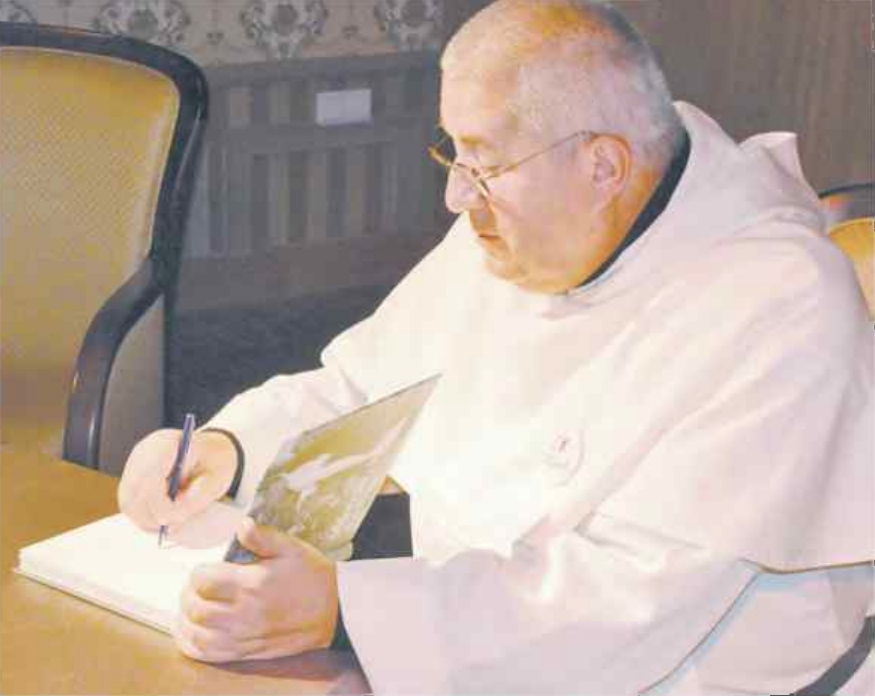
Jan Góra w Prudnickim Ośrodku Kultury podpisuje autobiograficzną książkę „Ukłoń się, Jasiu! Prudnikowi”

- „Pióro plebana”, 1980 r. (II wyd. 1986);
- „Mój dom”, 1981 r., wyd. W drodze (II wyd. 2001);
- „Mój świat”, 1983 r., wyd. W drodze (II wyd. 2002, 2003)
  - Obie pozycje wznowione w 2016 jako „Mój dom. Mój świat”, W drodze, ISBN 978-83-7906-044-3.
- „Dopokąd idę”,1983 r.;
- „Sylwetka biskupa w XII- i XIII-wiecznej Polsce na podstawie »Kronik« i »Żywotów świętych«”, 1984;
- „Pióro plebana”, 1986 r.;
- „Kasztan”, 1987 r.;
- „Na krańce świata”, 1988 r.;
- „Grabiąc ściernisko”, 1989 r. (II wyd. 1992) wyd. Pallottinum;
- „Gość wiecznego domu”, 1990 r. (o Romanie Brandstaetterze);
- „Spotkania z Ojcem”, 1991 r.;
- „Dokąd Ty nie chcesz”, 1992 r.;
- Pijani Bogiem, 1994 r., wyd. W drodze, (II wyd. 1995);
- „Wino dojrzewa powoli”, 1996 r.;
- „Narodzić się z Boga”, 1996 r.;
- „Idź albo zdechnij”. (O starych plebanach i bezpowrotnie odeszłych czasach), 1997, wyd. W drodze, (II wyd. 1999);
- „Jeżeli jest się inteligentem: Jan Góra OP rozmawia z wujem, prof. Marianem Plezią”, Poznań: W drodze. 1997, ISBN 83-7033-240-4.
- „Był jak przechodzień do domu Ojca”, 1997 r.;
- „Góra, albo jak wyżebrać niebo i człowieka”, 1999 r. (Jan Góra, Jan Grzegorczyk)
- Ojciec, 1999 r., wyd. Księgarnia Św. Wojciecha, (Jan Góra, Paweł Milcarek, Tomasz Węcławski);
- „Tryptyk o pontyfikacie Jana Pawła II”, 1999 r.
- „Ryba to znaczy Chrystus”, 2001 r.,(Jan Góra, Jan Grzegorczyk), wyd. W drodze (II wyd. 2002);
- „Skrawek nieba albo o Ojcu i Królu”, 2001 r. (Jan Góra, Jan Grzegorczyk), wyd. Księgarnia Św. Wojciecha;
- „Ludzie ewangelii daleko niosą imię Chrystusa”, [Aleksandra Bałoniak, Damian Bryl, Jan Góra (red.)], wyd. Księgarnia Św. Wojciecha; Bujak, Jan Góra, wyd. Biały Kruk;
- „Matka Niezawodnej Nadziei”, 2003 r.;
- „Lednica Górą! Elementarz Ojca Jana”, 2003 r., wyd. Edipresse;
- „Wybierz Chrystusa!” – Katechizm Ruchu Lednickiego, 2003;
- Ukłoń się, Jasiu! Prudnikowi, 2004 r., wyd. ZYSK i S-ka;
- „Papieska Lednica – Lednicki Papież”, 2004 (Jan Góra, Adam Bujak), (zdjęcia Adam Bujak);
- „Lednica, czyli w sieci Bożej miłości”, 2004 (Jan Góra, Adam Bujak), (zdjęcia Adam Bujak), (II wyd 2005);
- „Rorate caeli” – Roraty u Dominikanów w Poznaniu, Poznań 2005 r. wyd. Paganini (zdjęcia Janusz Kurzawski);
- „Lednicki dekalog”, w: „Lednica Górą!”, 2005
- „Ojciec”, 2005 r.
- „Idziemy po śladach”, 2006 (Jan Góra, o. Antoni Dudek OFM)
- „Z nogami za kaloryferem”, 2006;
- „Technika, sztuka, misterium wiary” 2007, ISBN 978-83-7030-610-6 (seria Skrypty z Krypty)
- „Poznań. Kościuszki 99”, 2007 r., wyd. Zysk i S-ka.
- „Przewodnik lednicki”, 2007 Duszpasterstwo Akademickie Dominikanów;
- „Listy świętego Pawła – Najnowszy przekład z języków oryginalnych z komentarzem” 2008 Edycja świętego Pawła, Druk i oprawa: Rzeszowskie Zakłady Graficzne SA.(Jan Góra – Wstęp) ISBN 978-83-7424-460-2.
- „Podręcznik Pokolenia JP2”, 2008 r., Duszpasterstwo Akademickie Dominikanów;
- „Nazywam się… Jan Paweł II”, 2008 r.
- „My name is… John Paul II”, 2008 r.
- „8xJP2”, 2009 r.
- „Krzyżu Święty, nade wszystko! – Spotkania z krzyżem Jana Pawła II z Wielkiego Piątku 2005”, Duszpasterstwo Akademickie Dominikanów Poznań 2009 r., ISBN 978-83-927211-3-0.
- „Lednicka Liturgia Czasu – jutrznia, nieszpory, kompleta”, 2009 (wstęp Henryk J. Muszyński, Jan Góra), ISBN 978-83-927211-4-7.
- „Wizja rozwoju osobowości integralnej”, 2011 r.
- „Miłość cię znajdzie – Dzienniczek Świętej Faustyny – Wyór Tekstów, 2012 Duszpasterstwo Akademickie Dominikanów, Druk: TZG Zapoleks (Jan Góra-Wstęp), ISBN 978-83-927211-7-8.
- „Stefan Kardynał Wyszyński, Zapiski więzienne – Stacja Prudnik” 2013 Stowarzyszenie Lednica (Jan Góra-Wstęp, Stefan Kardynał Wyszynki-Zapiski więzienne) ISBN 978-83936412-0-8.
- „Tropy Lednickie – Dzieło i program Jana Pawła II, 2014 Stowarzyszenie Lednica 2000 (pod redakcją Jana Góry), ISBN 978-83-936412-1-5.
- „...Znaczy Ksiądz – Jan W. Góra OP odpowiada na pytania Joanny Kubaszczyk” 2014, Polskie Wydawnictwo Encyklopedyczne, ISBN 978-83-7557-131-8.
- „W świetle pontyfikatu Jana Pawła II – Jan W. Góra OP”, 2014. ISBN 978-83-7557-132-5.
- „Święty i błazen” – Jan Góra w odsłonach Jana Grzegorczyka, 2014, Zysk i s-ka, ISBN 978-83-7785-444-0 (oprawa miękka), ISBN 978-83-7785-475-4 (oprawa twarda);
- Alfabet Góry, Poznań 2016, Wydawnictwo W drodze, ISBN 978-83-7906-065-8.
- Mój dom. Mój świat, Poznań 2016, Wydawnictwo W drodze, ISBN 978-83-7906-044-3.
- Moja miłość. Duszpasterskie sekrety założyciela Lednicy, Poznań 2018, Wydawnictwo W drodze, ISBN 978-83-7906-210-2.

## Odznaczenia, nagrody i wyróżnienia

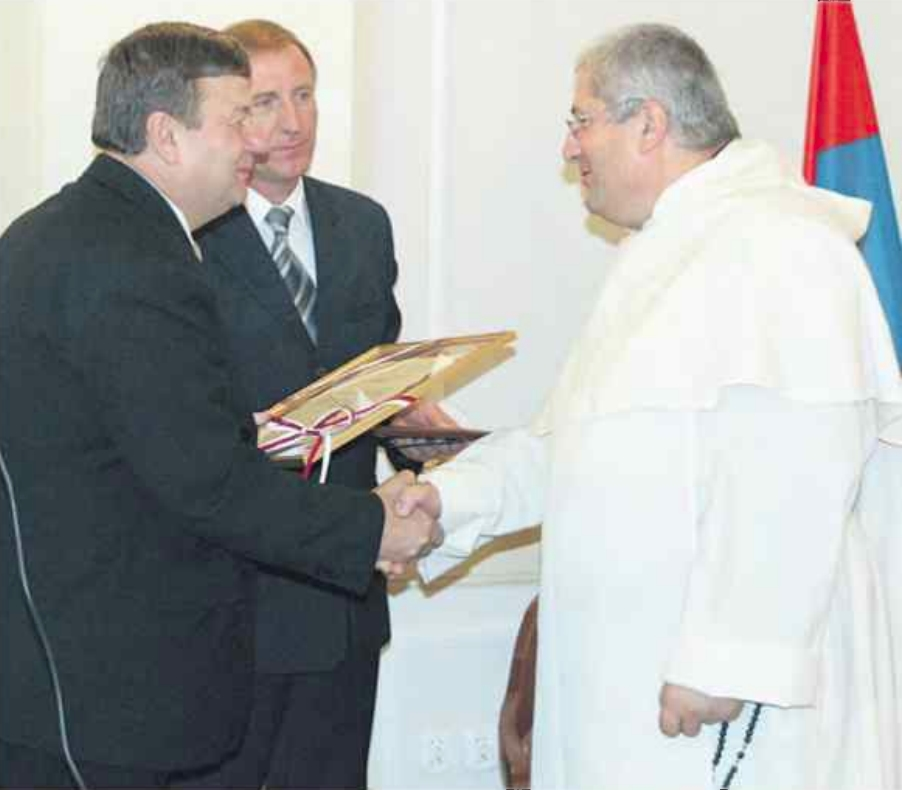
Jan Góra odbiera tytuł Honorowego Obywatela Prudnika (25 września 2008)

### Odznaczenia państwowe
- Krzyż Wielki Orderu Odrodzenia Polski – 2015, pośmiertnie[30]
- Krzyż Komandorski Orderu Odrodzenia Polski – 2009[64]

### Nagrody i wyróżnienia
- 1983 – Nagroda Fundacji im. Kościelskich w Genewie za książkę pt. „Mój dom”[65]
- Laureat Nagrody Miasta Gdańska w Dziedzinie Kultury (za 1992)[66]
- 1996 – wyróżnienie w konkursie „Małe Ojczyzny. Tradycja dla przyszłości” (Fundacja Kultury. Akademia Małych Ojczyzn, Toruń)[6]
- 1997 – „GIGANT 97", nagroda „Gazety Wyborczej” („Gazety Wielkopolskiej”-POZNAŃ)[67]
- 1998 – wyróżnienie im. Eudoksji Rakowskiej Niezależnej Fundacji Popierania Kultury Polskiej Polcul, Warszawa[6]
- 1998 – Honorowe Obywatelstwo Gminy Zakliczyn nad Dunajcem[68]
- 1999 – Nagroda Młodych im. Włodzimierza Pietrzaka (Warszawa – nagroda specjalna)[69]
- 2001 – Zasłużony dla Miasta Poznania[70]
- 2001 – Nagroda im. Piotra Wawrzyniaka[71]
- 2003 – Nagroda Pracy Organicznej „Głosu Wielkopolskiego”[71]
- 2003 – Nagroda Wielkiej Pieczęci Miasta Poznania (przyznana przez prezydenta miasta)[72]
- 2003 – nominowany do Nagrody Episkopatu TOTUS
- 2005 – Nagroda Totus Tuus[73]
- 2006 – wyróżnienie Episkopatu TOTUS[74]
- 2006 – Nagroda „Przyjaciel Szkoły”[75]
- 2007 – Honorowy Obywatel Miasta Poznania (za pracę wychowawczą z młodzieżą oraz „promowanie Poznania w Polsce i Europie)[76]
- 2007 – Order Ecce Homo[77]
- 2008 – Nagroda Kreator Telewizji Poznań
- 2008 – Honorowe Obywatelstwo Gminy Prudnik[78]
- 2009 – Honorowe Obywatelstwo Powiatu Tarnowskiego[79][80]
- 2010 – Europejska Nagroda Obywatelska – Civi Europaeo Praemium dla Stowarzyszenia Lednica 2000[81]
- 2016 – Odznaka Honorowa Powiatu Prudnickiego[8]
- wielokrotny laureat corocznej edycji Plebiscytu na 10 najbardziej wpływowych Wielkopolan[81][82][83]

## Filmografia
| Filmy                  |                       |                             |
| Rok                    | Tytuł                 | Reżyseria                   |
| 1997                   | Widziałem wielu bogów | Jacek Kubiak                |
| 2004                   | Dzieci Lednicy        | Katarzyna Kotula            |
| 2005                   | Papieski reporter     | Paweł Woldan                |
| 2007                   | Liczę na was          |                             |
| 2015                   | Mamy w nim ojca       | Grzegorz Sadurski           |
| 2019                   | Boży wariat           | Athena Sawidis              |
| Spektakle w Teatrze TV |                       |                             |
| 2006                   | Góra Góry             | Paweł Woldan, Monika Górska |